# Дружина прстена
Дружина прстена (енгл. The Fellowship of the Ring) је прва књига трилогије Господар прстенова Џ. Р. Р. Толкина. Радња књиге се одвија у измишљеном свету по имену Средња земља. Издање је подељено у два дела, Књигу I и Књигу II. Књига је први пут објављена 24. јула 1954. у Уједињеном Краљевству. По њој је снимљен и филм у режији Питера Џексона са Елајџом Вудом у главној улози. У књизи се говори о повратку мрачног господара Саурона и његовој потрази за Јединственим прстеном.

## Синопис

### део: Повратак сенке
Чаробњак Гандалф Сиви долази у Округ, на рођендан свог старог пријатеља, хобита Билба Багинса. Ту сазнаје да он поседује Јединствени прстен, најмоћније оружје у Средњој земљи. Гандалф натера Билба да остави прстен његовом нећеку Фроду. Тако и буде. После Билбовог одласка, Фродо дуго није видео Гандалфа, али се чаробњак једне ноћи врати и објасни Фроду да је тај прстен један о Прстенова моћи, и да је најјачи од свих. Да га је исковао зли чаробњак Саурон, преваривши Вилин коваче, и да је њиме хтео завладати целом Средњом земљом. А онда се савез Људи и Виловњака побунио и збацио Саурона. Али Прстен је наставио да постоји, а све док он постоји, постоји и дух Сауронов. Прстен је затим пронашао Смеагол. Њега је Прстен претворио у измучену звер којој је дато име Голум, због звука који проводио кркљањем у грлу. Потом је Билбо пронашао Прстен и задржао за себе (што је описано у роману Хобит). Када му ово исприча, Гандалф шаље Фрода, заједно са Семвајсом Гемџијем, његовим баштованом, који је прислушкивао разговор, до Ривендела. У првом делу пута, њима се прикључују и Весели и Пипин, Хобити. Они више пута бивају приморани да беже од Црних Јахача, утвара Прстена, и тако се затекну у кући Тома Бомбадила. Он им пружа помоћ и они настављају до села Бри, где треба да се састану са Гандалфом у крчми Пони који се пропиње. Ту упознају Страјдера, и откривају да је Гандалф био спречен да дође. Такође, Фродо несрећним случајем ставља Прстен на руку усред крчме. Прво под сумњом, Хобити сазнају да је он Гандалфов пријатељ и да је заједно са њим ловио Голума. Потом, сви заједно беже од Црних Јахача и боре се са њима. Фродо бива убоден Моргул оштрицом и на самрти је. Арагорн нема довољно средстава да га спасе, али се појављује Глорфиндел, који поведе Фрода са собом на свом коњу, и за длаку побегне од Црних Јахача, уз помоћ свог народа.

### део: Дружина прстена
Фродо се буди у Ривенделу. Тамо среће Гандалфа који му објашњава да није могао да дође јер је био заробљен од стране поглавара његовог реда, Сарумана, код кога је отишао да потражи савет. Наиме, Саруман се прикључио Саурону и постао његов слуга, верујући да ће од њега добити велику моћ. Гандалф је био заточен на врху Ортанка и једва је побегао, уз помоћ Великих орлова. Ту среће Билба и остале Хобите, а Елронд, виловњак, старешина Ривендела, одржава савет. Након бројних препирки одлучено је да Фродо оде до Мордора, мрачне земље, и баци Прстен у Расцепине Усуда. На путу ће га пратити: Гандалф Сиви, чаробњак, Арагорн (Страјдер), човек за кога се открило да је предак краљева од давнина, Боромир, човек, заповедник Гондора, Леголас, виловњак, син краља Мрке шуме, Гимли, патуљак, син краља Глоина, и претходни Хобити. Они крећу свој пут ка југу, преко Маглених планина, и након олује коју наноси Саруман, бивају приморени да иду кроз Руднике Морије. Ту, у мрачним и запаљујућим тунелима, налазе гроб патуљка Балина, и Гимли бива много погођен. Затим их нападају Орци и један Див, који пробада Фрода, али он остаје неповређен уз помоћ верижњаче од чаробног митрила, коју му је поклонио Билбо у Ривенделу. Након тога долази Балрог, огромно чудовиште из сенке које једино Гандалф може зауставити. Он се бори са њим, али га овеј повуче са собом у амбис. Након великог бола, дружина наставља пут, сада предвођена Арагорном. Долазе до Лотлоријена, и упознају Виловњаке, али и најмудрију од свих, Галадријелу. Након што дозволи Фроду да погледа у огледало, свима да поклоне и они наставе даље. Коначно, долазе до реке Андуин, где Фродо одлучи да, у тајности, сам настави путовање, што због бриге за остале, што због Боромирове похлепе и жеље за Прстеном, који га напада у покушају да га узме на силу. Сем одлучи да прати Фрода. Дружина се распада.

## Главни ликови
- Фродо Багинс, хобит из Округа, носилац прстена
- Гандалф, добри чаробњак
- Семвајз Гемџи, баштован Багинса, прати Фрода на његовом путу у Мордор
- Арагорн, краљ Гондора и Арнора
- Гимли, Глоинов син, патуљак
- Леголас, принц вилењака из Мрке шуме, син краља Трандуила
- Боромир, заповедник Минас Тирита
- Мерјадок Весели Брендибак, Хобит из Округа, Пипинов најбољи пријатељ
- Перегрин „Пипин” Тук, Хобит из Округа
- Саруман, зао чаробњак који жели Јединствени прстен за себе
- Галадријела, господарица Лотлоријена
- Саурон, мрачни господар, из рода Мајара. Помогао Вилењацима да искују Прстене моћи, а у тајности исковао још један прстен за себе којим би управљао народима Средње земље преко осталих прстена моћи
- Црни јахачи, некада краљеви Људи, под утицајем девет прстенова постали утваре
- Голум или Смеагол, некада био Хобит, поседовао је прстен скоро 500 година, због чега је постао зао